# Хрущов Леонід Микитович
Леонід Микитович Хрущов (10 листопада 1917, Юзівка — 11 березня 1943, Думіницький район, Смоленська область, СРСР) — радянський військовий льотчик, гвардії старший лейтенант ВПС (4.04.1942). Син Микити Хрущова від першого шлюбу (з Є. І. Писарєвою). Брав участь у радянсько-фінській та німецько-радянській війнах. Загинув у бою.

## Життєпис

### Ранні роки
Згідно з власноручно написаною автобіографією, Леонід у 1932 році закінчив школу-семирічку, у тому ж році вступив до школи фабрично-заводського учнівства, і з 17-річного віку пішов працювати слюсарем на заводі «Мосрентген». Член ВЛКСМ із 1937 року.
Його першою дружиною була Роза Трейвас; шлюб був недовгим, оскільки він був анульований за особистим розпорядженням Микити Хрущова, оскільки дядько Рози — партфункціонер Борис Трейвас — був заарештований і розстріляний. У спогадах Ніни Хрущової прізвище Рози помилково вказано як Тревіс.
У 17-річного Леоніда Хрущова та Есфірі Наумівни Етінгер народився син Юрій (1935—2003, загинув в автоаварії).
Його другою дружиною (фактичною, з 1939 року; формально шлюб не було укладено) стала льотчиця Любов Сизих (28 грудня 1912 — 7 лютого 2014 року). Після смерті Леоніда Любов була репресована за зв'язок із французьким дипломатом, наприкінці 1940-х років. звільнена, деякий час була інформатором МДБ.
У Любові від Леоніда народилася донька Юлія (1940—2017, загинула, потрапивши під потяг), яку після загибелі Леоніда удочерив Микита Сергійович. Чоловіки: Микола Шмельов та Лев Сергійович Петров (1922—1970), дві доньки від другого шлюбу: Ніна Львівна Хрущова (нар. 1963), професор-політолог у США; Ксенія Львівна Хрущова (1964—2016) — соціолог і правозахисник, померла від раку, є діти.

### Військовий льотчик
У 1933 році став курсантом Балашівської школи пілотів Цивільного повітряного флоту, яку закінчив у 1937 році. Потім у 1938 році закінчив курси удосконалення командного складу ВПС в Ульяновську. У 1938 році короткий час працював льотчиком-інструктором на Центральних авіаційних курсах у Москві, того ж року переведений на таку ж роботу до Києва. У лютому 1939 року, добровільно вступивши до Червоної Армії, був зарахований слухачем підготовчого курсу командного факультету Військово-повітряної академії ім. Жуковського. У лютому 1940 року переведений в Енгельську військову авіаційну школу, яку закінчив у травні 1940 року.
За твердженням Степана Мікояна, коли почалася радянсько-фінська війна, Леонід Хрущов попросився на фронт, і його прохання було задоволене. Здійснив понад тридцять бойових вильотів на літаку Ар-2, бомбив лінію Маннергейма.
З 1940 року служив командиром екіпажу бомбардувальника СБ у складі 134-го бомбардувального авіаційного полку 46-ї авіаційної дивізії (ВПС Московського військового округу), полк базувався в районі Андреаполя (Тверська область).
З перших чисел липня 1941 року брав участь у німецько-радянській війні, полк і дивізія воювали у складі ВПС 22-ї армії Західного фронту. Здійснивши 12 бойових вильотів, вже 16 липня 1941 року був представлений командиром дивізії до ордена Червоного Прапора (нагородження не відбулося).
27 липня 1941 року в повітряному бою біля залізничної станції Ізоча літак Хрущова був підбитий, Леонід ледве дотягнув до лінії фронту, на нейтральній смузі здійснив аварійну посадку, при якій отримав важке поранення ноги, і на рік вибув з ладу. Проходив лікування в Куйбишеві, де познайомився зі Степаном Мікояном.
У лютому 1942 року старший льотчик 134 СБАП Західного фронту лейтенант Леонід Хрущов нагороджений орденом Червоного Прапора за 27 бойових вильотів, бомбардування артилерії і танків противника в районі Великих Лук і бомбардування німецької переправи в районі Десни.
У березні 1942 року виписаний зі шпиталю та направлений для перепідготовки до 3-го окремого навчально-тренувального авіаційного полку, де пройшов перенавчання на винищувач Як-7.
За спогадами Ради Хрущової (єдинокровної сестри Леоніда) та Степана Мікояна, восени 1942 року Леонід на вечірці, будучи п'яним і граючи у Вільгельма Телля (замість арбалета використовувався пістолет), застрелив з необережності моряка, за що, був засуджений на вісім років з відбуванням на фронті (цей факт ставиться під сумнів Ніною Хрущовою). За іншими даними, інцидент швидко «зам'яли» без будь-яких судових інстанцій. У тій компанії, крім Хрущова і загиблого моряка, за словами Степана Мікояна був ще Рубен Ібаррурі (проте Рубен Ібаррурі влітку 1942 воював під Сталінградом, 24 серпня був тяжко поранений, а 3 вересня 1942 помер в евакогоспіталі на вечірці не був присутній). За твердженням тодішнього заступника Берії Івана Сєрова, йому доповіли про інцидент і він порадив начальнику УНКВС застосувати покарання у вигляді відправки на передові фронтові позиції: «Мені було шкода Микиту Хрущова, який перебував на Сталінградському фронті, а син п'яний відколов такий номер». За цими законами допускалося за такий злочин засудити на умовний термін із відправкою на передові позиції. Я порадив їм разом із прокурором ухвалити таке рішення".
У грудні 1942 року Леонід Хоущов був направлений до 18-го гвардійського винищувального авіаполку 303-ї авіаційної винищувальної дивізії 1-ї повітряної армії (Західний фронт). За три неповні місяці старший лейтенант Хрущов встиг здійснити 28 навчальних та шість бойових вильотів, брав участь у трьох повітряних боях.

### Загибель
11 березня 1943 року Леонід Хрущов не повернувся з бойового вильоту. Його літак був збитий в районі Кожановка — Ясенок — Ашково на кордоні сучасних Калузької та Брянської областей. За спогадами льотчика І. О. Заморіна, що супроводжував його: "Коли FW-190 рвонувся на мою машину в атаку, зайшовши мені знизу під праве крило, Льоня Хрущов, щоб врятувати мене від смерті, кинув свій літак навперейми вогневому залпу фоккера … Після бронебійного удару літака Хрущова буквально розсипався! ".
Командування 18-го гвардійського винищувального авіаційного полку організувало пошуки місця падіння літака з повітря, запросили партизанів, але пошуки результатів не дали. Через півтора місяця Леоніда Хрущова виключили зі списків частини як безвісти пропалого. У червні 1943 року посмертно був нагороджений орденом Вітчизняної Війни I ступеня (був представлений у квітні 1943 року).
Незабаром після цього його дружину Любов Сизих заарештували за підозрою у шпигунстві та відправили до таборів на п'ять років. У 1948 році її відправили на заслання в Казахстан. Остаточно вона звільнилася в 1956 році.
Як свідчив перекладач Віктор Суходрев, через роки Микита Хрущов згадував про Леоніда як про загиблого на війні.

## Пам'ять
Прізвище старшого лейтенанта Хрущова згадується на меморіальній дошці братського цвинтаря міста Жиздри Жиздринського району Калузької області. За документами висловлюються припущення про його поховання там.

## Конспірологічні версії зникнення Леоніда Хрущова
Існують інші версії зникнення Леоніда Хрущова. Зокрема, відома версія В. Уділова, який стверджує, що Леонід з власної волі перелетів до німців і почав із ними співпрацювати. Потім він, нібито на вимогу Йосипа Сталіна, був викрадений спецгрупою СМЕРШ і розстріляний у Москві. Інше припущення — Леоніда було засуджено, з відома Сталіна, до вищої міри покарання за інший злочин, подробиці якого невідомі. Цієї версії дотримувався і особисто знайомий із Леонідом Хрущовим маршал авіації Іван Пстиго. Уділов припускає, що тут криється секрет патологічної ненависті Микити Хрущова до Сталіна, і робить досить далекосяжні висновки: діяльність Микити Хрущова після смерті Сталіна, розстріл Берії пояснюються особистою помстою за смерть сина. Родичі та товариші по службі Хрущова неодноразово спростовували ці версії.
Внучка Леоніда Ніна Хрущова вважає, що дезінформацію про зраду її діда цілеспрямовано поширював КДБ, щоб очорнити Хрущова після відставки. Існували публікації, зокрема на радіо «Свобода», згідно з якими внучці Леоніда Ніні інформацію про зраду Леоніда нібито повідомив особисто В'ячеслав Молотов. Однак сама вона в ефірі радіостанції « Ехо Москви» 3 серпня 2019 року заявила, що Молотов сказав їй прямо протилежне: що Леонід не був зрадником, а загинув у бою.
Герой Радянського Союзу Олександр Щербаков писав: «Загалом концепція „помста Хрущова Сталіну за сина“ явно не проходить. Виступаючи проти культу особистості Сталіна, Микита Хрущов мав якісь інші спонукальні мотиви».

## Образ у кіно
- Сталінград (фільм, 1989) — у ролі Леоніда Хрущова Андрій Смоляков.